# Diam's
Diam's, pseudonimo di Mélanie Georgiades (Nicosia, 25 luglio 1980), è una rapper francese di origine cipriota.

## Biografia
È cresciuta nella regione parigina nel dipartimento di Essonne fin dall'età di quattro anni. Divenne nota al grande pubblico nel 2003 con il suo DJ, tratto dal suo secondo album, Brut de femme (pubblicato da una grande casa discografica), mentre il suo primo album era stato pubblicato da un'etichetta indipendente con scarso successo. Era già discretamente conosciuta al grande pubblico per le sue apparizioni con Mafia Trece e un pezzo dal titolo Suzy. Nel 2004 è stata premiata con il premio Victoire de la musique per l'album rap e hip hop dell'anno.
La sua musica è musica impegnata, affrontando tematiche quali i diritti delle donne e delle minoranze; parla di speranze, di delusioni, della vita nella periferia di una grande città. Esprime anche le sue posizioni politiche, contrarie a quelle del FN, nel testo di Marine, dedicata a Marine Le Pen.
I suoi denigratori le rinfacciano un impegno limitato a tematiche di grande presa sul grande pubblico, ad esempio la situazione femminile e l'opposizione all'estrema destra, con scopi meramente pubblicitari. Un'altra critica mossa all'artista si riferisce alla sua pretesa di parlare della vita di periferia pur essendo d'origine benestante e non avendo quindi una vera e propria esperienza diretta.
Il suo secondo disco, che avrebbe dovuto avere il titolo 1980, non ha mai visto la luce a causa di una ristrutturazione della casa discografica EMI: quasi tutti i brani che vi erano destinati sono stati rielaborati e inseriti nel successivo lavoro dell'artista.
Nel 2004 era sul palco del festival di Dour in Belgio ma l'ha abbandonato dopo qualche minuto dall'inizio della sua esibizione a causa del lancio, da parte del pubblico, di oggetti, come bicchieri, zolle di terra e bottiglie di birra. Nello stesso anno collabora alla realizzazione del primo disco di Amel Bent.
Il suo disco più recente, La Boulette (2006), estratto dall'album Dans ma bulle, è una aperta e aspra critica della generazione a cui la cantante stessa appartiene, ottenuta attraverso una descrizione senza mezzi termini dei mali strettamente legati ai giovani nati negli anni ottanta: nuovamente un'espressione dei sentimenti che Diam's prova verso la società nella quale essa stessa si è evoluta. Il 30 settembre 2012 annuncia la fine della sua carriera
Y a comme un goût de gêne quand je parle de ma vie

Y a comme un goût d'aigreur chez les jeunes de l'an 2000

Y a comme un goût d'erreur quand je vois le taux de suicide.»
C'è come un sapore di fastidio quando parlo della mia vita

C'è come un sapore di acidità nei giovani del 2000

C'è come un sapore d'errore quando vedo il tasso di suicidio.»
Il 30 settembre 2012 in un'intervista confessione a TF1 dichiara di essersi ritirata dalla vita pubblica, di aver abbandonato l'industria musicale e di essersi convertita all'Islam.

## Discografia

### Album in studio
- 1999 – Premier mandat
- 2003 – Brut de femme
- 2006 – Dans ma bulle da cui sono stati estratti i singoli:
  - La Boulette
  - Jeune demoiselle
- 2009 – S.O.S da cui sono stati estratti i singoli:
  - Enfant du desert
  - Peter Pan

### Album Live
- 2004 – Ma vie / Mon live

### Jeune demoiselle
Jeune demoiselle è un singolo uscito il 29 maggio 2006. Si racconta la solita ricerca impossibile da parte di ogni donna del principe azzurro: il testo ci dice che lo vorrebbe con svariate caratteristiche mutuate da vari personaggi famosi, e non avendo ancora incontrato un uomo con tutte queste caratteristiche nella vita quotidiana, lo cerca su internet, chiedendo d'essere contattata al suo indirizzo e-mail.